# 五条橋下
五条橋下（ごじょうはしした）はかつて京都市下京区に存在した花街（遊廓）。

## 沿革
五条橋下は元は高瀬川近くの畑地で宝暦8年（1758年）、宅地開発され、宝暦11年2月（1761年）、上七軒より茶屋株（茶屋営業許可証）を借受、花街を始めた。南京極町、平居町、都市町を中心に南側に存在した七条新地と共に発展した。場所が五条大橋の近くであった為、「五条橋下」と呼ばれ、また「六条新地」と呼ばれた。
明治に入り、七条通に近かった七条新地が北上し、五条橋下は大正初期に合併され、1958年（昭和33年）、売春防止法施行まで遊廓として営業した。平居町には三階建ての貸座敷が立ち並んでいた。